# Pomeni imen asteroidov: 40001–41000
Pregled pomenov imen asteroidov (malih planetov) od številke 40001 do 41000, ki jim je Središče za male planete dodelilo številko in so pozneje dobili tudi uradno ime  v skladu z dogovorjenim načinom imenovanja. Pregled je preverjen z Schmadelovim “Slovarjem imen malih planetov” (“Dictionary of Minor Planet Names”). 
Pregled pojasnjuje izvor oziroma pomen imen asteroidov, ki ga je priznala Mednarodna astronomska zveza (IAU). Nekateri asteroidi imajo imajo dodatno pojasnilo o izvoru imena, ki pa vedno ni popolnoma zanesljivo (oznaka “†” ali “‡“). 
| Ime                | Začasna oznaka | Izvor imena |
| 40001–40100        | 40001–40100    | 40001–40100 |
| 40101–40200        | 40101–40200    | 40101–40200 |
| ------------------ | -------------- | --- |
| 40106 Erben        | 1998 QW5       | Karel Jaromír Erben, češki pisatelj, pesnik in zbiratelj ljudskih pesmi in pravljic † |
| 40201–40300        |                | |
| 40206 Lhenice      | 1998 SB36      | trgovsko mesto Lhenice, južna Češka † |
| 40227 Tahiti       | 1998 SR145     | Tahiti, največji otok v Francoski Polineziji, kjer je britanski astronom Charles Green leta 1769 opazoval prehod prehod Venere preko Sončeve ploskve †                                                                                |
| 40301–40400        |                | |
| 40328 Dow          | 1999 MK        | Marjorie Dow Healy, odkriteljeva mati † Arhivirano 2005-03-06 na Wayback Machine. |
| 40401–40500        |                | |
| 40409 Taichikato   | 1999 RS2       | Taiči Kato, japonski astronom † |
| 40410 Příhoda      | 1999 RJ3       | Pavel Príhoda, češki pisatelj in popularizator astronomije, glavni urednik Češkega astronomskega letopisa † |
| 40436 Sylviecoyaud | 1999 RQ32      | Sylvie Coyaud, francosko-italijanski znanstveni poročevalec in ljubiteljski astronom † |
| 40440 Dobrovský    | 1999 RU34      | Josef Dobrovský (1753 – 1829), češki jezikoslovec, ki je zapisal pravila pisnega češkega jezika † |
| 40441 Jungmann     | 1999 RW34      | Josef Jungmann (1773 – 1847), češki pesnik, publicist in literarni zgodovinar, avtor Češko-nemškega slovarja † |
| 40444 Palacký      | 1999 RV35      | Frantisek Palacký (1798 – 1876), češki zgodoninar in politik † |
| 40457 Williamkuhn  | 1999 RG43      | William Kuhn, ameriški ljubiteljski astronom, graditelj 57 cm teleskopa v Anzi (Kalifornija), ki pripada neprofitni organizaciji Astronomov oranžnega okrožja (Orange County Astronomers) † Arhivirano 2007-09-27 na Wayback Machine. |
| 40459 Rektorys     | 1999 RK43      | Karel Rektorys, češki matematik in profesor na Češki tehnični univerzi v Pragi † |
| 40501–40600        |                | |
| 40601–40700        |                | |
| 40701–40800        |                | |
| 40764 Gerhardiser  | 1999 TA16      | Gerhard Iser, nemški ljubiteljski astronom in mentor odkriteljem † |
| 40801–40900        |                | |
| 40901–41000        |                | |
| 40994 Tekaridake   | 1999 UZ2       | gora Tekaridake v severnem delu prefekture Šizuoka, Japonska † |

| Predhodnik: 39001–40000 | Pomeni imen asteroidov Seznam asteroidov (40001-40250) Seznam asteroidov (40251-40500) Seznam asteroidov (40501-40750) Seznam asteroidov (40751-41000) | Naslednik: 41001–42000 |